# BBC Worldwide
BBC Worldwide è stata una divisione della BBC, l'ente pubblico radiotelevisivo britannico, nata per gestire i canali radiotelevisivi dedicati all'estero. Fondata nel 1979 come BBC Enterprises, nel 1995 venne rinominata in BBC Worldwide. Nel 1980 venne creata la divisione home video di BBC Video. Nel 1991, BBC World Service Television divenne la prima operazione di trasmissione della BBC finanziata commercialmente dopo che il Foreign Office si rifiutò di pagarla. Nel 2004, la BBC Video si è fusa con la Video Collection International per formare la 2 Entertain, di proprietà al 60% della BBC Worldwide.

## Canali televisivi
| Logo | Nome                   |
| ---- | ---------------------- |
|      | BBC Arabic Television  |
|      | BBC America            |
|      | BBC Canada             |
|      | BBC Knowledge          |
|      | BBC Entertainment      |
|      | BBC Kids               |
|      | BBC Lifestyle          |
|      | BBC Persian Television |
|      | BBC World News         |